# Granica czarnogórsko-serbska
Granica czarnogórsko-serbska – granica międzypaństwowa pomiędzy Czarnogórą i Serbią  na długości 203 kilometrów.
Granica ma początek na styku granic Bośni i Hercegowiny, Serbii i Czarnogóry, następnie biegnie w kierunku południowo-wschodnim na północ od  czarnogórskiego miasta Pljevlja. Na północ od  Bijelo Polje przecina rzekę Lim, omija od wschodu łukiem  miasto Rožaje, dochodzi do gór Mokra gora, gdzie od 2008 roku styka się z granicą Kosowa.
Obecna granica powstała po proklamowaniu niepodległości przez Czarnogórę 3 czerwca 2006 roku.
Granica ma dawniejsze pochodzenie. Po raz pierwszy powstała na mocy układu z 12 listopada 1913 roku, w którym Serbia i Czarnogóra ustaliły podział Sandżaku Nowopazarskiego. Granica przetrwała do 1918 roku, kiedy to Czarnogórę włączono do Królestwa SHS, a w 1929 do Jugosławii.
W latach 1946–1992 stanowiła wewnętrzną granicę pomiędzy republikami związkowymi Jugosławii, w latach 1992–2003 –  w Federalnej Republice Jugosławii, a w okresie od 2003 do 2006 związku Serbii i Czarnogóry.